# Gerhard von Hoßtrup

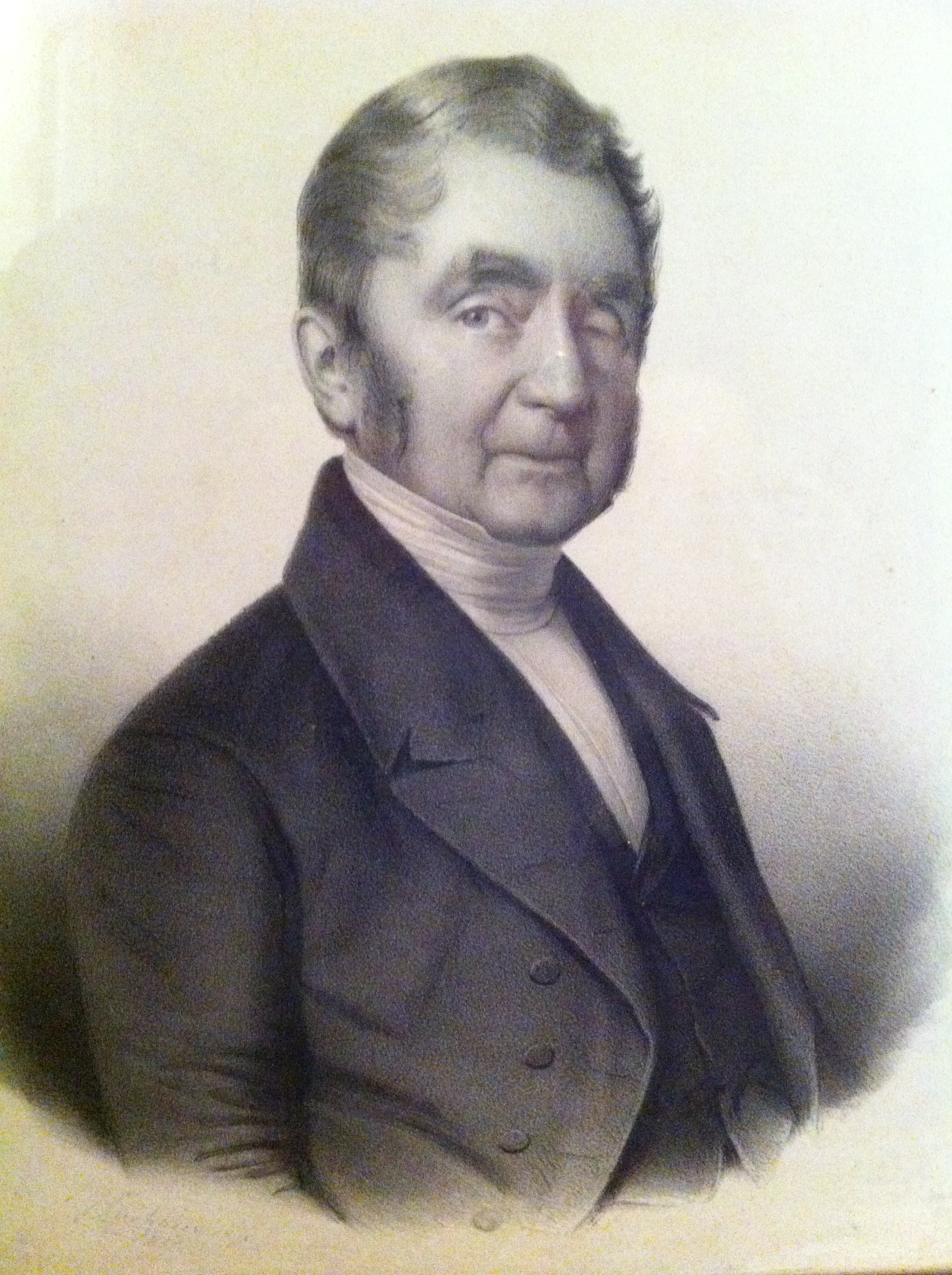
Gerhard von Hoßtrup

Gerhard von Hoßtrup, auch Gerhard Carsten Hoßtrupp oder von Hosstrup, vollständiger Name Gerhard Carsten Jakob von Hoßtrup (* 23. April 1771 in Hamburg; † 7. September 1851), war der Gründer der Hamburger Börsenhalle.

## Leben
Gerhard von Hoßtrup war Sohn eines nach Hamburg zugewanderten Schullehrers (auch: „wohlhabenden Privatmanns“) wahrscheinlich namens Carstens, der aus dem schleswigschen Hoßtrup stammte. Zur Vermeidung von Verwechslungen fügte dieser seinem Namen den Zusatz „von Hoßtrup“ bei. Gerhard Hoßtrup beschränkte den Nachnamen auf die (nicht adelige) Herkunftsbezeichnung von Hoßtrup. Er studierte in Heidelberg und trat dort dem Corps Hanseatia Heidelberg bei. In Hamburg gründete er ein eigenes Geschäft „Korn & von Hoßtrup“ für Manufaktur- und Modewaren, das er bis 1812 fortführte. Er heiratete in erster Ehe Sophie Henriette Elisabeth (Betty) Seyler, nach deren Tod 1837 deren Schwester Luise Auguste, Töchter von Ludwig Erdwin Seyler, wodurch eine nahe verwandtschaftliche Beziehung zu den Bankiers- und Patrizierfamilien Berenberg und Gossler entstand.

Schon 1802 ließ er durch den Baumeister Joseph Ramée aus eigenen Mitteln das Gebäude der Hamburger Börsenhalle errichten, welches im Januar 1804 eröffnet wurde. Eigene Pressen der Anstalt druckten mehrere Zeitschriften mit politischen, merkantilen und auch belletristischen Inhalten, wozu die Abendzeitung „Liste der Börsenhalle“ (1805) gehörte. 

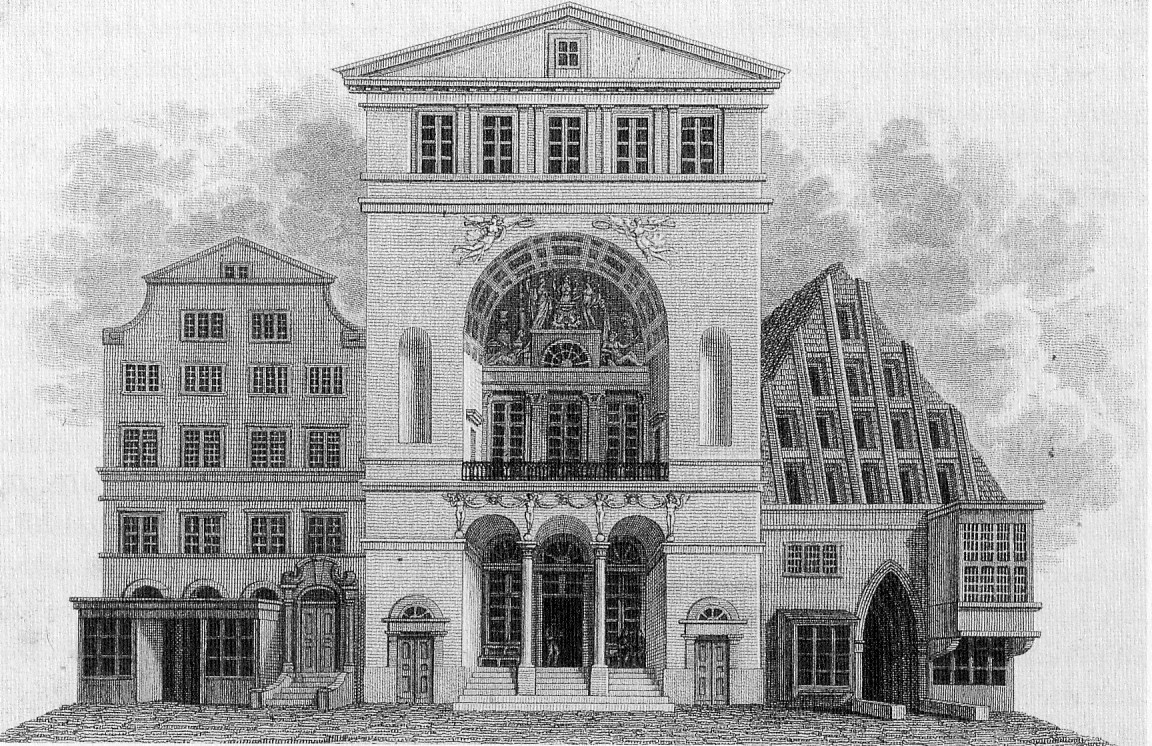
Die Börsen-Halle in Hamburg, etwa 1804

 Durch die Verlegung der Börse in die Neue Börse 1842 liefen die Geschäfte gut, aber während des großen Hamburger Brandes wurde das zu einem Wahrzeichen gewordene Gebäude zerstört. Im Jahr 1843 wurde Hoßtrupp Oberalter im Kollegium der Bürgervorsteher. Er war Mitglied des Academischen Clubs zu Hamburg.
Nach seinem Tod 1851 blieb die Direktion der Börsenhalle bis zum 1. Juli 1852 in der Hand seiner Söhne Egmont und Gerhard Ludwig von Hoßtrup. Seine Tochter Bertha (1814–1902) war mit Albert Hänel verheiratet.